# أوكارينا (أغنية)
أغنية أوكارينا (بالإنجليزية: Song of Ocarina)‏ هو اسم المعزوفة التي سجلها عام 1991 الموسيقيان جان فيليب أودين ودييغو مودينا. نشرت كأول معزوفة في أول ألبومهم الذي يحمل عنوان أوكارينا الذي حصل على نجاح كبير في فرنسا واحتل المرتبة الأولى  ألّف هذه المعزوفة المنتج بول دو سانفيل الذي كان قد أنتج لريشارد كليدرمان مقطوعة نزهة لأدلين التي حققت نجاحاً كبيرًا.